# Strajk generałów

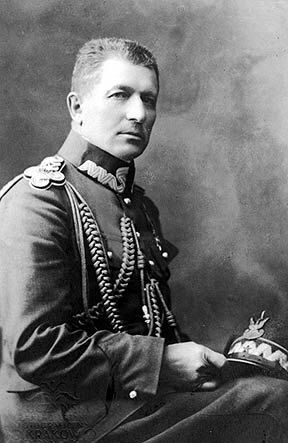
Franciszek Latinik, którego wypowiedź doprowadziła do strajku generałów

Strajk generałów – zbiorowa dymisja grupy wysokich oficerów Wojska Polskiego wywodzących się z Legionów Polskich złożona w październiku 1924 roku.
Oficerowie zaprotestowali przeciwko wypowiedziom generała Franciszka Latinika, niepochlebnym wobec byłych żołnierzy Legionów Polskich. Byli legioniści, którzy poczuli się urażeni słowami Franciszka Latinika, zażądali zdecydowanej reakcji polskich władz wojskowych w związku z tą sprawą.
Do dymisji podali się m.in. generałowie Edward Śmigły-Rydz, Gustaw Orlicz-Dreszer i Roman Górecki oraz pułkownik Felicjan Sławoj Składkowski. Wydarzenia zyskały rozgłos w prasie ogólnopolskiej i europejskiej, stając się przedmiotem gorącego sporu publicystycznego. Dymisje grupy oficerów zostały odrzucone. Kryzys ostatecznie przyczynił się do dymisji generała Franciszka Latinika, który 28 lutego 1925 roku, w wieku sześćdziesięciu lat, na własną prośbę odszedł ze służby.

## Tło wydarzeń
Franciszek Latinik, oficer wywodzący się z cesarskiej i królewskiej Armii, w której szeregach służył jako pułkownik na frontach I wojny światowej, nie darzył żołnierzy legionowych sympatią. Uważał ich za niekompetentnych i nie szanował ich wojskowych kwalifikacji. Politycznie sympatyzował z Narodową Demokracją. Według Jerzego Rawicza do jego sporów z przedstawicielami środowisk lewicowych, m.in. Dorotą Kłuszyńską, miało dochodzić jeszcze w czasie walk o Śląsk Cieszyński, kiedy Latinik dowodził siłami polskimi.
Pierwsze zdarzenie wskazujące na niechęć Latinika, wówczas już generała (mianowany generałem podporucznikiem w grudniu 1919) i Dowódcy Okręgu Generalnego „Kielce”, do wojskowych o proweniencji legionowej miał miejsce wiosną 1921 roku. W lipcu tegoż roku major Marian Prosołowicz złożył zażalenie na Latinika do Ministerstwa Spraw Wojskowych, stwierdzając, iż jego przełożony „obraził oficerów legionowych jako takich”. Porosłowicz tak w swoim zeznaniu odtworzył wypowiedź Latinika:

Wy (rozumiałem: legioniści) wszystko zawsze prywatnie załatwiacie, wolę służyć z pomywaczami niż z takim wojskiem.

W odczuciu innych świadków nie było jednak podstaw, by uznać te słowa za odnoszące się do legionistów jako grupy, w sposób ogólny. Ówczesny Minister Spraw Wojskowych Józef Leśniewski odrzucił zażalenie Prosołowicza, uzasadniając, iż wypowiedź Latinika miała charakter obraźliwy, ale nie polityczny. W tej sytuacji Leśniewski zażądał od generała, by ten wezwał majora do raportu i zawiadomił go służbowo o decyzji ministra, a także „nadmienił, że słowa skierowane do majora Prosołowicza 23 maja uważa za wypowiedziane w uniesieniu i nie miał zamiaru ukarać nimi młodszego kolegi”.
Od października 1921 Latinik zajmował stanowisko Dowódcy Okręgu Korpusu nr X w Przemyślu, co było mu nie na rękę, jako że liczył na przeniesienie do miasta uniwersyteckiego ze względu na możliwość kształcenia córek. Naczelnik Józef Piłsudski negatywnie odnosił się do działalności Latinika w Przemyślu. Jak opisywał to Latinik w późniejszym raporcie, po zamachu na prezydenta Gabriela Narutowicza 16 grudnia 1922 otrzymał rozkaz zgłoszenia się u Piłsudskiego:

O godz. 19-tej przyjął mnie p. marszałek, a gdy skończył swe przemówienie, dotyczące uprawiania polityki w wojsku, nieprawnych organizacji etc. zapytałem:
– Panie marszałku, cóż to mnie dotyczy?

Na to Piłsudski miał odpowiedzieć następująco:

Pana osobliwie, bo jesteś organizatorem faszyzmu w swoim okręgu.

Podstawą oskarżenia był raport o tajnym posiedzeniu w domu Latinika na kilka dni przed atentatem na Narutowicza. Generał stanowczo zaprzeczył zarzutom, oceniając, że „donosiciel musi być albo umysłowo chory, albo złośliwym oszczercą”. Na spotkanie, o którym mówił raport, zaprosił m.in. biskupa Józefa Pelczara i starostę, a miało się ono odbyć jeszcze w listopadzie i dotyczyć nasilających się w Przemyślu aktów sabotażu oraz organizacji samopomocy w związku z nimi. Nieprzekonanemu tymi wyjaśnieniami marszałkowi Latinik miał przedstawić wydane drukiem sprawozdanie z posiedzenia.

## Przyczyny i przebieg
Na początku drugiej połowy 1924 roku w wielu polskich miastach byli żołnierze Legionów rozpoczęli przygotowywania do wydarzeń celebrujących dziesiątą rocznicę wymarszu Pierwszej Kompanii Kadrowej z Krakowa. Przypadała ona 6 sierpnia. Główne uroczystości odbyły się w dniach 9–11 sierpnia w Lublinie; natomiast lokalne obchody w Przemyślu miały miejsce w niedzielę, 7 września 1924. Tego samego dnia generał Latinik razem ze swoim zastępcą, generałem Wiktorem Jaroszem wziął udział w powitaniu na dworcu kolejowym Prezydenta RP Stanisława Wojciechowskiego, który zatrzymał się w Przemyślu w drodze ze Lwowa do Warszawy. W powitaniu prezydenta wzięła również udział kompania honorowa i orkiestra wojskowa.
Pod koniec lipca delegacja w składzie: Józef Styfi (wydawca), Zajączkowski (majster ślusarski), H. Stieberowa i prof. B. Grocha udała się do generała Latinika z prośbą o pomoc wojska w organizacji uroczystości rocznicowych oraz udział orkiestry 38 pułku piechoty w przemarszu byłych legionistów przez ulice miasta. Generał zwrócił się do petentów z następującą odpowiedzią:

Dziś przychodzicie panowie z uroczystościami Legionów, jutro przyjdą Żydzi ze zdobyciem Jerycha, a pojutrze Ukraińcy z Petlurą...

Zaś o samych legionistach wyraził się tak:

Ci, którzy byli coś warci, zginęli, ci, którzy żyją, są nic nie warci.

Całe zajście z potępiającym postawę dowódcy korpusu komentarzem opublikował dzień po tych wydarzeniach miejscowy „Nowy Głos Przemyski”, jednak w wyniku działań Latinika zarządzono konfiskatę numeru. Sprawa trafiła do sądu, który w październiku orzekł, że konfiskata była bezpodstawna i zniósł ją. Temat nieprzychylnego nastawienia generała do legionistów podjęły inne pisma ludowe i lewicowe, negując poczucie polskiej tożsamości narodowej Latinika przed odzyskaniem niepodległości w 1918:

Nie będziemy tu oceniać wartości generała Latinika jako generała, człowieka i od pięciu lat już Polaka (...)
(„Kurier Lwowski”, 17 września 1924)

Mimo że pan generał jest już od pięciu lat przynajmniej w służbie polskiej armii, zdaje mu się ciągle, że jest austriackim pułkownikiem i że Polacy są wciąż jedną spośród czternastu narodowości monarchii austro-węgierskiej.
(„Naprzód”, 20 września 1924)

Zdecydowanie w obronie generała wystąpiła natomiast redakcja „Ziemi Przemyskiej”. Na łamach tej gazety atak na Latinika określono mianem „zemsty za nieudaną imprezę ku czci byłego Naczelnika Piłsudskiego i Legionów w Przemyślu”: 

Nie wzięło w uroczystości udział wojsko, nie wzięło – jak wiadomo – społeczeństwo poza nieliczną garstką zwolenników byłego Naczelnika Państwa. Następstwem tej klapy był gniew na wszystkich i wszystko wyładowano w bardzo prymitywny sposób na łamach „Głosu”, który był dwukrotnie konfiskowany za artykuły poniżające władze wojskowe. Oczywista, że jak delegacja nie omieszkała złożyć relacji z każdego nawet półsłówka jenerała „Głosowi” tak „Głos” wyszukał znów obrażonych, ci zaś wywołali aferę której epilogiem jest dymisja jen. Latiniaka. („Ziemia Przemyska”, 8 listopada 1924)

30 października grupa posłów na Sejm z PSL „Wyzwolenia” i „Jedności Ludowej” z Bogusławem Miedzińskim na czele zgłosiła interpelację, w której zamieściła opis wydarzeń przemyskich oraz zapytywała ministra spraw wojskowych Władysława Sikorskiego, „żyjącego oficera legionowego”, czy zaznajomił się z tą sprawą i „czy zareagował na niepoczytalny i przestępczy wybryk generała Latinika tak, aby wymierzona mu kara zabezpieczyła na przyszłość stosunki w armii oraz obrażoną część wojska od tego rodzaju prowokacji”.
Sikorski nie odpowiadał. Nie mógł zbagatelizować słów Latinika, po licznych publikacjach prasowych i złożeniu interpelacji, ale mógł też nie chcieć opowiadać się po stronie przeciwnej generałowi.
Wkrótce do Ministerstwa Spraw Wojskowych zaczęły napływać indywidualne skargi żołnierzy osobiście dotkniętych wypowiedziami Latinika, domagających się „ochrony honoru munduru”. Swoje zażalenia i apele w tej sprawie złożyli m.in. Leon Berbecki, Władysław Jaxa-Rożen i Mariusz Zaruski.
Ze względu na nieobecność Sikorskiego w Warszawie, generał Edward Śmigły-Rydz zwrócił się do wiceministra spraw wojskowych, Stefana Majewskiego, z żądaniem interwencji, która miałaby polegać zapewne na ukaraniu Latinika. Majewski odmówił, nie chcąc podejmować kontrowersyjnych decyzji w zastępstwie za swojego przełożonego. Wówczas do dymisji na znak protestu przeciwko biernej postawie resortu podała się grupa generałów i oficerów starszych wywodzących się z Legionów Polskich, a byli w niej:
- generał dywizji Edward Śmigły-Rydz, inspektor armii nr I w Wilnie;
- generał brygady Gustaw Orlicz-Dreszer, dowódca 2 Dywizji Kawalerii w Warszawie;
- generał brygady Roman Górecki, szef Korpusu Kontrolerów w Warszawie;
- generał brygady Jakub Krzemieński, sędzia Najwyższego Sądu Wojskowego w Warszawie;
- generał brygady Aleksander Litwinowicz, szef Departamentu Przemysłu Wojskowego Ministerstwa Spraw Wojskowych w Warszawie,
- pułkownik lekarz Felicjan Sławoj Składkowski, szef Departamentu VIII Sanitarnego Ministerstwa Spraw Wojskowych w Warszawie;
- podpułkownik Stefan Dąbkowski, dowódca 10 pułku saperów w Przemyślu[7].

## Następstwa
Złożenie przez oficerów dymisji było obficie i gorąco komentowane w prasie krajowej, uwagę na zajście zwróciły również niektóre gazety zagraniczne. Francuska „L’Illustration” jako pierwsza użyła terminu strajk generałów, dość szybko zaczął on funkcjonować również w Polsce. Publicyści prawicowi wskazywali na słabe poczucie obowiązku u wojskowych, którzy podali się do dymisji; jak wskazywał autor tekstu w „Dwugroszówce” – „z byle jakiego powodu gotowi są zdjąć swe szlify”. W tym samym artykule komentator dodawał ironicznie:

Na dymisji gen. Rydza-Śmigłego zyska może sztuka malarska. Na pewno zaś nic nie straci sztuka wojskowa. („Dwugroszówka”, 7 listopada 1924)

Stanisław Mackiewicz ocenił, że uczestnicy strajku „składają dowody niewyrobienia żołnierskiego i wojskowego”. Po stronie Latinika opowiedział się też w swoim felietonie Klaudiusz Hrabyk.
Latinika z kolei zaatakował Wojciech Stpiczyński, pisząc o nim w artykule na łamach „Słowa Prawdy” 28 listopada 1924 per „Latrinik”, krytykując też kilku innych oficerów wywodzących się z armii austriackiej:

Czikiele, Redle, Latiniki i Hofrichtery wyszli z jednej szkoły hipokryzji i kłamstwa, zgiętych karków, ze szkoły lizusostwa i wazeliny.

Majewski, wobec przedłużającej się w Warszawie nieobecności Sikorskiego, uchylił się od ostatecznej decyzji, zlecając rozstrzygnięcie sprawy sądowi honorowemu. 31 października 1924 wyznaczył generała Eugeniusza Pogorzelskiego do zbadania słuszności zarzutów postawionych Latinikowi:

Pan Generał bezzwłocznie wyjedzie w tym celu do Przemyśla i po powrocie złoży mi wyczerpujący raport.

Następnie, na 3 listopada, Latinik został wezwany przez wiceministra do Warszawy. W opublikowanym później raporcie zostały zawarte dwa wnioski. Po pierwsze, Latinik powinien odejść na własną prośbę z wojska, a po drugie sprawę należy oddać do generalskiego sądu honorowego.
We wtorek, 4 listopada 1924 „Polska Zbrojna” opublikowała komunikat Gabinetu Ministra Spraw Wojskowych z treści którego wynikało, że:
- z powodu spóźnionego zawiadomienia prokuratury ściganie generała Latinika na drodze sądowej i dyscyplinarnej uległo przedawnieniu,
- generał dywizji Stefan Majewski w zastępstwie Ministra Spraw Wojskowych przekazał materiały w przedmiotowej sprawie do rozpatrzenia przez sąd honorowy dla generałów,
- generał Latinik złożył prośbę o przeniesienie go w stały stan spoczynku i otrzymał urlop z dniem 3 listopada.

W czwartek, 6 listopada 1924 ogłoszony został rozkaz generała Majewskiego, w zastępstwie Ministra Spraw Wojskowych, o ograniczeniu występów służbowych orkiestr wojskowych „wobec zbytniego przeciążenia w niektórych większych garnizonach orkiestr występami służbowymi, utrudniającymi racjonalne ich szkolenie”.
Latinik złożył podanie o zwolnienie ze służby czynnej, stwierdzając potem:

Byłem moralnie zmuszony podać się do dymisji, by nie narazić się na zawieszenie.

W liście do ministra Sikorskiego zaznaczył, że oczekuje pozytywnego rozpatrzenia prośby Rydza-Śmigłego i innych oficerów, co będzie skutkowało przeniesieniem ich w stan spoczynku. Przy okazji krytykował Rydza:

Generał Śmigły li tylko na podstawie notatki brukowego pisemka, opisanej w lewicowej prasie, nie zważając ani na moje, ani na swoje stanowisko w armii, oddał tę aferę lewicowej prasie, która ją rozdmuchała do namiętnej afery politycznej. Generał Rydz-Śmigły przez ten swój czyn popełnił nie tylko karygodny błąd przeciwko mnie, lecz zagroził również spokój w Wojsku Polskim i zaszkodził nam wobec zagranicy.

Całą sprawę tak komentowała „Ziemia Przemyska”:

Nie wydając sądu o zajściu, pominąć niepodobna jednej rzeczy: cokolwiek kto powie o gen. Latiniku zostanie faktem, że nazwisko jego będzie na zawsze ściśle związane z walkami o Śląsk Cieszyński i Warszawę, której jako gubernator w roku 1920 dzielnie bronił. To są tytuły do uznania i życzliwego pożegnania generała Latinika, kiedy usuwa się w zacisze domowe.

Latinik pozostawał w stanie spoczynku od 1 marca 1925. Chociaż Ministerstwo Spraw Wojskowych przychyliło się do jego podania o zwolnienie, nie uwzględniło analogicznego wniosku malkontentów odczuwających sentymenty legionowe.